# فن تجاري

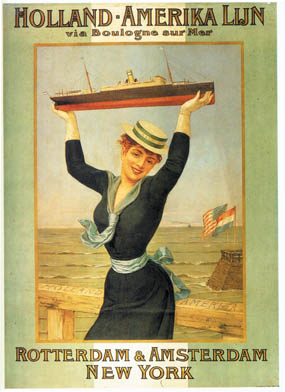
صورة من عام 1898 لجان فان بيرسي

الفن التجاري هو فن تم إنتاجه لأغراض تجارية للترويج لخدمات أو منتجات أو أفكار للمشاهدين، ولغرض الإعلان في المقام الأول. يستخدم الفن التجاري مجموعة متنوعة من الوسائل مثل: (المجلات، والمواقع، والتطبيقات، والتلفزيون، وما إلى ذلك). وهو يعتمد على الصور الرمزية (تمثيلات تصويرية يمكن التعرف عليها بسهولة لأعضاء الثقافة) وذلك بغرض تعزيز عملية التذكر والتعرف على المنتج أو الخدمة. قد يكون أحد الأمثلة على أحد المنتجات هو إعلان مجلة يروج لمشروبات غازية جديدة من خلال ألوان مجانية ورسالة وميزات توضيحية جذابة. مثال آخر يمكن أن يكون بتعزيز الوقاية من ظاهرة الاحتباس الحراري من خلال تشجيع الناس على المشي أو ركوب الدراجة بدلًا من القيادة وذلك بوضع ملصقات لافتة للنظر فهذا من شأنه أن يحمل رسالة توعوية للناس.

## مهارات الفن التجاري
يجب أن يمتلك الفنانون التجاريون القدرة على تنظيم المعلومات والمعرفة للفنون الجميلة والتصوير والإعلام بطريقة تصل إلى انتباه الجمهور، ومن هذه المهارات:
- الانتباه للتفاصيل
- القدرة على التواصل بفعالية
- الخبرة أو المهارات في الفنون الجميلة (الرسم، التلوين، التصوير الفوتوغرافي، إلخ.)
- معرفة بعض برامج الكمبيوتر (الرسومات البيانية، التحرير، إلخ) والقدرة على استخدامها.
- مهارات التسويق
- مهارات الإعلان
- مهارات التنسيق
- مهارات الرسوم المتحركة

## الأسلوب
يمكن للفن التجاري أن يضم العديد من أنواع الفن والفئات الفنية التقنية، مثل:
- تصميم الطابع التجاري [الإنجليزية]
- الرسوم التوضيحية
- تصميم الجرافيك
- التصميم الصناعي
- تصميم الرسوم المتحركة [الإنجليزية]
- التصوير
- إعلان تلفزيوني
- الموسيقى المصورة
- الرسوم المتحركة
- فن الكمبيوتر
- تصميم الأزياء
- متجر الفن
- الديكور
- الزخارف

## عملية الاستهلاكفي الفن التجاري
الفن التجاري هو الفن الذي أُنتِجَ لأغراض تجارية للترويج عن لخدمات أو منتجات أو أفكار للمشاهدين. لذلك عند إنتاج الفن التجاري يجب أخذ الجمهور بعين الاعتبار عند تصميم أو تشكيل السلع التي يتم الإعلان أو الترويج لها. يمكن رؤية مثال على ذلك في أعمال الرسام الأمريكي ومصمم الإعلانات الاستهلاكية آندي وارهول، في أعماله للترويج لحساء كامبل ومشروب كوكا كولا كمنتجات يومية للمستهلكين، حيث أعاد خلق تصميم محفز بصريًا من خلال فن البوب الذي يُعلن عن المنتجات من خلال عادات الاستهلاك للمستهلكين. وكانت النزعة الاستهلاكية موجودة عندما كان فن البوب شائعًا. غالبًا ما يستخدم فن البوب صورًا جاهزة ومتداولة في الشارع وبين الناس مثل القصص المصورة (الكوميكس)، أو صورًا مستخدمة في الإعلانات تراها الجماهير في الأيام العادية للترويج للأسواق والسلع.